# غونار يندستروم
غونار يندستروم (بالسويدية: Gunnar Lindström)‏ هو منافس ألعاب قوى سويدي، ولد في 11 فبراير 1896 في Eksjö ‏ في السويد، وتوفي بنفس المكان في 6 أكتوبر 1951.

## وصلات خارجية
- غونار يندستروم على موقع اللجنة الأولمبية الدولية (الإنجليزية)
- غونار يندستروم على موقع أوليمبيديا (الإنجليزية)
- غونار يندستروم على موقع اللجنة الأولمبية السويدية (السويدية)